# May Tea
May Tea est une marque de thé glacé appartenant au groupe Orangina Suntory France et lancée en mai 2016. 
May Tea se décline à son lancement en quatre variétés : thé blanc parfum framboise, thé vert parfum menthe, thé noir parfum pêche blanche, thé vert parfum citron.

## Histoire
Lancée en mai 2016 en France, May Tea est après six semaines de lancement la deuxième marque de thé glacé avec 8,1% de parts de marché, derrière Lipton Ice Tea, ce qui en fait le premier lancement dans le secteur de boissons sans alcool. Elle connaît une progression notable les années suivantes, avec 11% de parts de marché fin 2018.
Fin 2017, la marque May Tea est lancée en Belgique[réf. nécessaire].
En avril 2018, deux parfums s'ajoutent à la gamme existante : thé vert jasmin et thé noir mûre-myrtille.
A l’été 2018, un nouveau parfum s’ajoute encore à la gamme de thé : thé vert yuzu agrumes. Il y a désormais 7 parfums différents produits par May Tea.

## Composition
- Thé blanc parfum framboise[4] :
  - Infusion de thé blanc 94 % (eau, infusion intense de thé blanc) ;
  - sucre ;
  - jus de framboise à base de concentré 1% ;
  - acidifiants : acide malique et acide citrique ;
  - arômes naturels ;
  - correcteurs d’acidité : citrate de sodium ;
  - antioxydant : acide ascorbique.

- Thé vert parfum menthe[5] :
  - Infusion de thé vert 94% (eau, infusion intense de thé vert) ;
  - sucre ;
  - eau ;
  - acidifiants : acide malique et acide citrique ;
  - correcteur d'acidité : citrate de sodium ;
  - arôme naturel ;
  - antioxydant : acide ascorbique.

- Thé noir saveur Pêche Blanche[6] :
  - Infusion de thé noir 94 % (eau, infusion intense de thé noir) ;
  - sucre ;
  - jus de pêche à base de concentré 1 % ;
  - arôme naturel de thé ;
  - acidifiants : acide malique et acide citrique ;
  - arômes naturels ;
  - correcteurs d'acidité : citrate de sodium ;
  - antioxydant : acide ascorbique.

- Thé vert saveur citron[7] :
  - Infusion de thé vert 94 % (eau, infusion intense de thé vert) ;
  - sucre ;
  - jus de citron à base de concentré 0,9 % ;
  - acidifiants : acide citrique et acide malique ;
  - arôme naturel de citron avec autres arômes naturels ;
  - correcteur d'acidité : citrate de sodium ;
  - antioxydant : acide ascorbique.

- Thé noir saveur Mûre Myrtille [8] :
  - Infusion de thé noir 94 % (eau, infusion intense de thé noir) ;
  - sucre ;
  - jus de mûre à base de concentré 1 % ;
  - acidifiants : acide malique et acide citrique ;
  - arôme naturel de myrtille avec autres arômes naturels ;
  - correcteurs d'acidité : citrate de sodium ;
  - antioxydant : acide ascorbique.

## Valeurs nutritionnelles
Déclarations nutritionnelles pour 100 ml:
| Déclaration nutritionnelle | Thé blanc parfum framboise | Thé vert parfum menthe | Thé noir parfum pêche blanche | Thé vert parfum citron | Thé noir parfum mûre myrtille |
| -------------------------- | -------------------------- | ---------------------- | ----------------------------- | ---------------------- | ----------------------------- |
| Énergie                    | 84 kj (20 kcal)            | 83 kj (20 kcal)        | 84 kj (20 kcal)               | 86 kj (20 kcal)        | 78 kj (18 kcal)               |
| Matières grasses           | 0 g                        | 0 g                    | 0 g                           | 0 g                    | 0 g                           |
| - dont acides gras saturés | 0 g                        | 0 g                    | 0 g                           | 0 g                    | 0 g                           |
| Glucides                   | 4,7 g                      | 4,8 g                  | 4,7 g                         | 4,7 g                  | 4,4 g                         |
| - dont sucres              | 4,6 g                      | 4,7 g                  | 4,7 g                         | 4,6 g                  | 4,3 g                         |
| Protéines                  | 0 g                        | 0 g                    | 0 g                           | 0 g                    | 0 g                           |
| Sel                        | 0,03 g                     | 0,03 g                 | 0,03 g                        | 0,03 g                 | 0,03 g                        |